# Weingraben (Ascha)
Der Weiler Weingraben ist ein Ortsteil der Gemeinde Ascha im niederbayerischen Landkreis Straubing-Bogen.
Der Ort liegt südwestlich von Hörmannsberg beidseits der Ortsverbindungsstraße zwischen Gschwendt und Mitterfels. 

## Geschichte
Weigraben war ein Ortsteil der ehemaligen Gemeinde Gschwendt und wurde 1946 nach deren Auflösung nach Ascha eingemeindet.

### Einwohnerentwicklung
| Jahr                    | 1835 | 1860 | 1871 | 1885 | 1900 | 1925 | 1950 | 1961 | 1970 | 1987 | 2021 |
| ----------------------- | ---- | ---- | ---- | ---- | ---- | ---- | ---- | ---- | ---- | ---- | ---- |
| Einwohner in Weingraben | 5    | 7    | 9    | 6    | 6    | 9    | 11   | 9    | 10   | 7    |      |
| Wohngebäude             | 1    | 1    |      | 1    | 1    | 2    | 3    | 3    |      | 3    | 4    |

## Kirchensprengel
Der Ort Weingraben ist der kath. Pfarrgemeinde Mitterfels zugeordnet.